# Japyger
Die Japyger (vom lateinischen Iapyges griech. Japyx) waren ein Volk, das im 1. Jahrtausend v. Chr. die heutige italienische Region Apulien besiedelte. Eine oft vermutete illyrische Herkunft lässt sich nicht beweisen.

## Hintergrund
Bereits der griechische Geschichtsschreiber Herodot erwähnte in seinen Schriften das Land Japygia. Japyger seien gemeinsam mit Pelasgern in das später Apulien genannte Gebiet eingewandert. Aus der Bezeichnung Iapudia wurde zunächst Apudia und später durch eine Lautverschiebung (d→l) Apulia. Bei den Italienern wurde der Name zu Puglia.
Japyger, die im 11. oder 10. Jahrhundert v. Chr. von der anderen Seite der Adria zugewandert sein sollen, fanden in der Region die einheimische Bevölkerung vor, verschmolzen mit ihr und gaben drei Völkern ihren Ursprung: im Norden die Daunier oder Apulier, in der Mitte die Peuketier und im Süden die Messapier.

## Beschreibung nach Plinius
Plinius der Ältere beschrieb, dass sich das Acra Iapygia (Capo Santa Maria di Leuca) als Vorgebirge dort befindet, wo sich Italien am weitesten ins Meer erstreckt. Dort scheidet sich das Ionische vom Adriatischen Meer und eine Überfahrt sei von hier nach Apollonia (Pelina) in Griechenland möglich. Er spricht des Weiteren von einem Fluss mit dem Namen Iapyx, der nach einem König und Sohn des Daidalos benannt sei. Von diesem leite sich auch der Name des Landes Iapygia ab.
Die erste von den Japygern gegründete Stadt war Oria in der Provinz Brindisi. 466 v. Chr. besiegten sie die griechische Stadt Tarent.